# Campionati europei di pattinaggio di figura 1898
I Campionati europei di pattinaggio di figura 1898 sono stati la 6ª edizione della competizione di pattinaggio di figura. Si sono svolti il 26 febbraio 1898 a Trondheim, in Norvegia. 

## Podi
| Evento                      | Oro            | Punteggio | Argento       | Punteggio | Bronzo       | Punteggio |
| Singolo maschile (dettagli) | Ulrich Salchow | 7         | Johan Lefstad | 8         | Oscar Holthe | 15        |

## Medagliere
| Posiz. | Nazione  | Oro | Argento | Bronzo | Totale |
| ------ | -------- | --- | ------- | ------ | ------ |
| 1      | Svezia   | 1   | 0       | 0      | 1      |
| 2      | Norvegia | 0   | 1       | 1      | 2      |
| Totale | Totale   | 1   | 1       | 1      | 3      |